# Elbrus Tedeyev
Elbrus Tedeyev (en ukrainien : Ельбрус Сосланович Тедеєв, Elbrous Soslanovytch Tedeyev) est un lutteur ukrainien spécialiste de la lutte libre né le 5 décembre 1974, dans le raïon d'Ardon en Ossétie du Nord.

## Biographie
Lors des Jeux olympiques d'été de 1996 se tenant à Atlanta, il remporte la médaille de bronze en combattant dans la catégorie des -62 kg. Lors des Jeux olympiques d'été de 2004 à Athènes, il remporte la médaille d'or en combattant dans la catégorie des -66 kg. Il remporte aussi la médaille d'or lors des Championnats du monde en 1995, 1999 et 2002 et la médaille de bronze lors des Championnats du monde de 2001.